# Athletes Unlimited Volleyball 2022
L'Athletes Unlimited Volleyball 2022 si è svolta dal 16 marzo al 17 aprile 2022 allo State Fair Coliseum di Dallas (Texas): al torneo hanno partecipato 44 pallavoliste e la vittoria finale è andata alla dominicana Bethania de la Cruz. 

## Impianti
|                                                                         |  |  |
|                                                                         |  |  |
| State Fair Coliseum Città: Dallas Capienza: 8 513 Anno d'apertura: 1955 |  |  |

## Regolamento
Rispetto ai tradizionali campionati di pallavolo, quello organizzato da Athletes Unlimited presenta diverse differenze. 
- Non vi sono dei veri club, ma le giocatrici vengono settimanalmente selezionate attraverso un draft per formare quattro squadre che prendono inizialmente il nome dai colori delle loro divise (Gold, Orange, Blue e Purple) e in seguito dal rispettivo capitano; il primo draft vede nei ruoli di capitani le migliori quattro giocatrici rimaste nella lega dalla stagione precedente, mentre dalla seconda settimana il ruolo viene ricoperto dalle quattro giocatrici in testa alla classifica.
- L'intero evento si svolge all'interno della medesima arena, eliminando il criterio delle partite giocate in casa e in trasferta.
- Ogni partita dura tre set e la vittoria finale viene assegnata alla squadra che ottiene più punti totali, non a quella che vince più set.
- La classifica riguarda le giocatrici, che accumulano punti attraverso i risultati, i premi di MVP (assegnati dalle giocatrici stesse e dai fans) e le statistiche di rendimento individuale.
- Il torneo vede le squadre formate attraverso il draft affrontarsi in un round-robin ogni settimana.

### Criteri di classifica
I punti vengono accumulati dalle giocatrici, invece che dalle squadre, attraverso i risultati, i premi di MVP (assegnati dalle giocatrici stesse e dai fans) e le statistiche di rendimento individuale: 
- Partita vinta = +60 punti;
- Set vinto = +40 punti;
- MVP 1 = +60 punti;
- MVP 2 = +40 punti;
- MVP 3 = +20 punti;
- Servizio: ace = +12 punti, errore = -8 punti;
- Attacco: vincente = +8 punti, errore = -12 punti;
- Palleggio: assist[5] = +1 punto, errore = -12 punti;
- Difesa: +5 punti, l'errore non rientra nel compunto;
- Ricezione: positiva = +2 punti, errore = -8 punti;
- Muro: vincente = +12 punti, l'errore non rientra nel computo.

## Partecipanti
| N  | Giocatrice          | R | TW1 | TW2  | TW3  | TW4  | TW5  |
| -- | ------------------- | - | --- | ---- | ---- | ---- | ---- |
| 45 | Danielle Barton     | S | 828 | 1413 | 2374 | 2806 | 3308 |
| 55 | Alison Bastianelli  | C | 427 | 678  | 1071 | 1616 | 2045 |
| 32 | Amanda Benson       | L | 427 | 978  | 1366 | 1885 | 2368 |
| 43 | Tina Boe            | C | 200 | 420  | 607  | 472  | 792  |
| 17 | Taylor Bruns        | P | 429 | 808  | 1059 | 1434 | 1605 |
| 15 | Naya Crittenden     | O | 204 | 421  | 607  | 887  | 1347 |
| 24 | Áurea Cruz          | S | 378 | 713  | 1126 | 1760 | 2667 |
| 13 | Sheilla de Castro   | O | 654 | 1319 | 2142 | 2799 | 2919 |
| 81 | Bethania de la Cruz | S | 800 | 1779 | 2289 | 3361 | 4652 |
| 38 | Victoria Dilfer     | P | 206 | 446  | 927  | 1206 | 1728 |
| 14 | Leah Edmond         | S | 526 | 1135 | 1876 | 2388 | 2957 |
| 7  | Erin Fairs          | S | 459 | 1160 | 1728 | 2253 | 2704 |
| 33 | Rachael Fara        | C | 312 | 520  | 744  | 885  | 1345 |
| 35 | Falyn Fonoimoana    | O | 411 | 1029 | 1201 | 1716 | 2209 |
| 51 | Taylor Fricano      | O | 380 | 700  | 1040 | 1594 | 1819 |
| 6  | Alisha Glass        | P | 277 | 689  | 857  | 1777 | 2293 |
| 46 | Morgan Hentz        | L | 555 | 1009 | 1860 | 2219 | 2950 |
| 8  | Cassidy Lichtman    | S | 460 | 1031 | 1835 | 2528 | 3279 |
| 37 | Dallas Lishman      | L | 583 | 1065 | 1604 | 2197 | 2597 |
| 3  | Carli Lloyd         | P | 557 | 1027 | 1366 | 1723 | 2076 |
| 25 | Karsta Lowe         | O | 590 | 1455 | 1771 | 2131 | 2131 |
| 44 | Kalei Mau           | S | 338 | 599  | 1038 | 1467 | 2033 |
| 5  | Mallory McCage      | C | 446 | 799  | 1121 | 1713 | 1921 |
| 18 | Deja McClendon      | S | 509 | 847  | 1002 | 1094 | 1379 |
| 50 | Sha'Dare McNeal     | O | 180 | 461  | 698  | 802  | 802  |
| 28 | Taylor Morgan       | C | 465 | 810  | 1186 | 1586 | 1839 |
| 2  | Valerie Nichol      | P | 643 | 891  | 1223 | 1375 | 1661 |
| 48 | Jamie Peterson      | S | 388 | 800  | 1344 | 1594 | 2012 |
| 23 | Madison Rigdon      | S | 639 | 1245 | 1617 | 1783 | 2267 |
| 16 | Jenna Rosenthal     | C | 575 | 885  | 1202 | 1762 | 2348 |
| 41 | Taylor Sandbothe    | C | 475 | 1002 | 1433 | 1589 | 2098 |
| 20 | Noami Santos        | S | 202 | 422  | 654  | 1014 | 1194 |
| 4  | Raymariely Santos   | P | 320 | 640  | 772  | 1223 | 1619 |
| 29 | Lindsay Stalzer     | S | 430 | 941  | 1442 | 2328 | 2592 |
| 12 | Lauren Stivrins     | C | 660 | 902  | 902  | 902  | 902  |
| 11 | Ronika Stone        | C | 426 | 817  | 1571 | 2156 | 2784 |
| 30 | Lianna Sybeldon     | C | 189 | 588  | 1175 | 1647 | 1924 |
| 88 | Nootsara Tomkom     | P | 388 | 1023 | 1614 | 2207 | 3027 |
| 27 | Natalia Valentín    | P | 667 | 1277 | 2017 | 2778 | 3337 |
| 40 | Nomaris Vélez       | L | 496 | 1085 | 1361 | 1960 | 2701 |
| 54 | Emmaline Willis     | C | 320 | 692  | 1152 | 1512 | 1898 |
| 32 | Erica Wilson        | S | 396 | 716  | 937  | 1177 | 1405 |
| 42 | Nikia Withers       | O | 320 | 640  | 1100 | 1460 | 1618 |
| 54 | Xue Yizhi           | C | 224 | 696  | 1145 | 1676 | 1978 |

      Team Gold
      Team Orange
      Team Blue
      Team Purple
      Assente
      Inattiva
Capitani

### Capitani
| W | Team Gold           | Team Orange         | Team Blue         | Team Purple       |
| - | ------------------- | ------------------- | ----------------- | ----------------- |
| 1 | Bethania de la Cruz | Áurea Cruz          | Karsta Lowe       | Deja McClendon    |
| 2 | Danielle Barton     | Bethania de la Cruz | Natalia Valentín  | Lauren Stivrins   |
| 3 | Bethania de la Cruz | Karsta Lowe         | Danielle Barton   | Sheilla de Castro |
| 4 | Danielle Barton     | Bethania de la Cruz | Sheilla de Castro | Natalia Valentín  |
| 5 | Bethania de la Cruz | Danielle Barton     | Natalia Valentín  | Cassidy Lichtman  |

### Allenatori
| W | Team Gold         | Team Orange       | Team Blue         | Team Purple       |
| - | ----------------- | ----------------- | ----------------- | ----------------- |
| 1 | Michelle Chatman  | Deitre Collins    | Laurie Flachmeier | Joseph Trinsey    |
| 2 | Deitre Collins    | Laurie Flachmeier | Joseph Trinsey    | Michelle Chatman  |
| 3 | Laurie Flachmeier | Joseph Trinsey    | Michelle Chatman  | Deitre Collins    |
| 4 | Joseph Trinsey    | Michelle Chatman  | Deitre Collins    | Laurie Flachmeier |
| 5 | Michelle Chatman  | Deitre Collins    | Laurie Flachmeier | Joseph Trinsey    |

### Avvicendamenti
- La seconda settimana:

Tina Boe resta inattiva, ma riceve comunque i punti conseguiti dal Team Stivrins.
- La terza settimana:

Lauren Stivrins abbandona il torneo.
- La quinta settimana:

Sheilla de Castro, Karsta Lowe e Sha'Dare McNeal abbandonano il torneo.

## Torneo

### Week 1
| Gara 1 |                                  |     |                             |
|        |                                  |     |                             |
| 16-03  | Team Lowe - Team Cruz            | 2-1 | 27-25, 25-27, 22-25 (77-74) |
| 17-03  | Team de la Cruz - Team McClendon | 2-1 | 25-13, 18-25, 25-21 (68-59) |

| Gara 2 |                             |     |                             |
|        |                             |     |                             |
| 19-03  | Team McClendon - Team Cruz  | 1-2 | 25-17, 22-25, 24-26 (71-68) |
| 19-03  | Team Lowe - Team de la Cruz | 1-2 | 24-26, 21-25, 29-27 (74-78) |

| \| Gara 3 \| \| \| \| \| \| \| \| \| \| 20-03 \| Team McClendon - Team Lowe \| 3-0 \| 25-23, 26-24, 25-11 (76-58) \| \| 20-03 \| Team Cruz - Team de la Cruz \| 2-1 \| 19-25, 25-23, 25-23 (69-71) \| |                             |     |                             |
| Gara 3 |                             |     |                             |
| |                             |     |                             |
| 20-03 | Team McClendon - Team Lowe  | 3-0 | 25-23, 26-24, 25-11 (76-58) |
| 20-03 | Team Cruz - Team de la Cruz | 2-1 | 19-25, 25-23, 25-23 (69-71) |

### Week 2
| Gara 1 |                                 |     |                             |
|        |                                 |     |                             |
| 23-03  | Team Valentín - Team de la Cruz | 1-2 | 23-25, 20-25, 32-30 (75-80) |
| 24-03  | Team Barton - Team Stivrins     | 2-1 | 19-25, 25-22, 25-17 (69-64) |

| Gara 2 |                                 |     |                             |
|        |                                 |     |                             |
| 26-03  | Team Stivrins - Team de la Cruz | 2-1 | 26-24, 25-21, 20-25 (71-70) |
| 26-03  | Team Valentín - Team Barton     | 2-1 | 25-21, 20-25, 25-20 (70-66) |

| \| Gara 3 \| \| \| \| \| \| \| \| \| \| 27-03 \| Team Stivrins - Team Valentín \| 1-2 \| 22-25, 23-25, 25-23 (70-73) \| \| 27-03 \| Team de la Cruz - Team Barton \| 2-1 \| 18-25, 25-9, 25-23 (68-57) \| |                               |     |                             |
| Gara 3 |                               |     |                             |
| |                               |     |                             |
| 27-03 | Team Stivrins - Team Valentín | 1-2 | 22-25, 23-25, 25-23 (70-73) |
| 27-03 | Team de la Cruz - Team Barton | 2-1 | 18-25, 25-9, 25-23 (68-57)  |

### Week 3
| Gara 1 |                                  |     |                             |
|        |                                  |     |                             |
| 31-03  | Team Barton - Team Lowe          | 2-1 | 25-27, 25-21, 25-18 (75-66) |
| 31-03  | Team de la Cruz - Team de Castro | 1-2 | 25-22, 18-25, 18-25 (61-72) |

| Gara 2 |                               |     |                             |
|        |                               |     |                             |
| 02-04  | Team de Castro - Team Lowe    | 2-1 | 19-25, 25-19, 39-37 (83-81) |
| 02-04  | Team Barton - Team de la Cruz | 3-0 | 25-17, 27-25, 25-17 (77-59) |

| \| Gara 3 \| \| \| \| \| \| \| \| \| \| 03-04 \| Team de Castro - Team Barton \| 1-2 \| 20-25, 25-23, 22-25 (67-73) \| \| 03-04 \| Team Lowe - Team de la Cruz \| 1-2 \| 23-25, 15-25, 25-11 (63-61) \| |                              |     |                             |
| Gara 3 |                              |     |                             |
| |                              |     |                             |
| 03-04 | Team de Castro - Team Barton | 1-2 | 20-25, 25-23, 22-25 (67-73) |
| 03-04 | Team Lowe - Team de la Cruz  | 1-2 | 23-25, 15-25, 25-11 (63-61) |

### Week 4
| Gara 1 |                                  |     |                             |
|        |                                  |     |                             |
| 07-04  | Team de Castro - Team de la Cruz | 0-3 | 22-25, 16-25, 22-25 (60-75) |
| 07-04  | Team Barton - Team Valentín      | 1-2 | 18-25, 18-25, 25-22 (61-72) |

| Gara 2 |                                 |     |                             |
|        |                                 |     |                             |
| 09-04  | Team Valentín - Team de la Cruz | 2-1 | 22-25, 25-23, 25-21 (72-69) |
| 09-04  | Team de Castro - Team Barton    | 3-0 | 25-19, 25-20, 25-17 (75-56) |

| \| Gara 3 \| \| \| \| \| \| \| \| \| \| 09-04 \| Team Valentín - Team de Castro \| 0-3 \| 15-25, 22-25, 17-25 (54-75) \| \| 10-04 \| Team de la Cruz - Team Barton \| 2-1 \| 25-19, 25-20, 23-25 (73-64) \| |                                |     |                             |
| Gara 3 |                                |     |                             |
| |                                |     |                             |
| 09-04 | Team Valentín - Team de Castro | 0-3 | 15-25, 22-25, 17-25 (54-75) |
| 10-04 | Team de la Cruz - Team Barton  | 2-1 | 25-19, 25-20, 23-25 (73-64) |

### Week 5
| Gara 1 |                                 |     |                             |
|        |                                 |     |                             |
| 15-04  | Team Valentín - Team Barton     | 2-1 | 21-25, 25-19, 25-23 (71-67) |
| 15-04  | Team de la Cruz - Team Lichtman | 2-1 | 25-20, 25-25, 25-21 (71-66) |

| Gara 2 |                                 |     |                             |
|        |                                 |     |                             |
| 16-04  | Team Lichtman - Team Barton     | 2-1 | 25-17, 25-23, 18-25 (68-65) |
| 16-04  | Team Valentín - Team de la Cruz | 0-3 | 19-25, 23-25, 19-25 (61-75) |

| \| Gara 3 \| \| \| \| \| \| \| \| \| \| 17-04 \| Team Lichtman - Team Valentín \| 2-1 \| 25-20, 28-26, 18-25, 7-5 (78-76) \| \| 17-04 \| Team Barton - Team de la Cruz \| 1-2 \| 23-25, 22-25, 28-26 (73-76) \| |                               |     |                                  |
| Gara 3 |                               |     |                                  |
| |                               |     |                                  |
| 17-04 | Team Lichtman - Team Valentín | 2-1 | 25-20, 28-26, 18-25, 7-5 (78-76) |
| 17-04 | Team Barton - Team de la Cruz | 1-2 | 23-25, 22-25, 28-26 (73-76)      |

## Premi individuali
| Premio                       | Giocatrice          |
| ---------------------------- | ------------------- |
| Miglior palleggiatrice       | Natalia Valentín    |
| Miglior opposto              | Sheilla de Castro   |
| Miglior schiacciatrice       | Bethania de la Cruz |
| Miglior schiacciatrice       | Danielle Barton     |
| Miglior centrale             | Mallory McCage      |
| Miglior centrale             | Jenna Rosenthal     |
| Miglior libero               | Morgan Hentz        |
| Defensive Player of the Year | Morgan Hentz        |
| Sportsmanship Award          | Raymariely Santos   |

## Statistiche
| Giocatrice     | AUV | AUV | AUV | AUV | AUV |
| Giocatrice     | P   | PT  | AV  | MV  | BV  |
| -------------- | --- | --- | --- | --- | --- |
| D. Barton      | 15  | 153 | 222 | 17  | 14  |
| A. Bastianelli | 13  | 83  | 45  | 26  | 12  |
| A. Benson      | 15  | 0   | 0   | 0   | 0   |
| T. Boe         | 1   | 1   | 0   | 1   | 0   |
| T. Bruns       | 15  | 5   | 2   | 0   | 3   |
| N. Crittenden  | 6   | 6   | 3   | 3   | 0   |
| Á. Cruz        | 13  | 117 | 107 | 3   | 7   |
| S. de Castro   | 12  | 151 | 137 | 9   | 5   |
| B. de la Cruz  | 15  | 228 | 201 | 10  | 17  |
| V. Dilfer      | 13  | 6   | 1   | 0   | 5   |
| L. Edmond      | 13  | 191 | 172 | 16  | 3   |
| E. Fairs       | 15  | 134 | 118 | 9   | 7   |
| R. Fara        | 9   | 49  | 37  | 7   | 5   |
| F. Fonoimoana  | 15  | 145 | 126 | 9   | 10  |
| T. Fricano     | 7   | 29  | 22  | 6   | 1   |
| A. Glass       | 15  | 24  | 12  | 7   | 5   |
| M. Hentz       | 15  | 0   | 0   | 0   | 0   |
| C. Lichtman    | 15  | 112 | 88  | 13  | 11  |
| D. Lishman     | 15  | 0   | 0   | 0   | 0   |
| C. Lloyd       | 15  | 37  | 15  | 18  | 4   |
| K. Lowe        | 7   | 119 | 110 | 8   | 1   |
| K. Mau         | 14  | 69  | 57  | 9   | 3   |
| M. McCage      | 11  | 94  | 61  | 27  | 6   |
| D. McClendon   | 14  | 43  | 38  | 4   | 1   |
| S. McNeal      | 5   | 17  | 16  | 1   | 0   |
| T. Morgan      | 12  | 73  | 48  | 20  | 5   |
| V. Nichol      | 9   | 23  | 16  | 5   | 2   |
| J. Peterson    | 12  | 84  | 74  | 6   | 4   |
| M. Rigdon      | 15  | 166 | 146 | 15  | 5   |
| J. Rosenthal   | 15  | 117 | 91  | 25  | 1   |
| T. Sandbothe   | 14  | 107 | 77  | 22  | 8   |
| N. Santos      | 6   | 17  | 14  | 3   | 0   |
| R. Santos      | 9   | 12  | 3   | 6   | 3   |
| L. Stalzer     | 15  | 178 | 157 | 10  | 11  |
| L. Stivrins    | 5   | 43  | 25  | 11  | 7   |
| R. Stone       | 13  | 99  | 71  | 21  | 7   |
| L. Sybeldon    | 15  | 83  | 59  | 21  | 3   |
| N. Tomkom      | 15  | 21  | 8   | 4   | 9   |
| N. Valentín    | 15  | 38  | 17  | 8   | 13  |
| N. Vélez       | 15  | 0   | 0   | 0   | 0   |
| E. Willis      | 5   | 24  | 20  | 3   | 1   |
| E. Wilson      | 8   | 37  | 34  | 1   | 2   |
| N. Withers     | 3   | 4   | 2   | 2   | 0   |
| Xue Y.z.       | 15  | 96  | 68  | 17  | 11  |

P = presenze; PT = punti totali; AV = attacchi vincenti; MV = muri vincenti; BV = battute vincenti